# Lapidarium à Guča
Le lapidarium à Guča (en serbe cyrillique : Лапидаријум у Гучи ; en serbe latin : Lapidarijum u Guči) se trouve à Guča, dans la municipalité de Lučani et dans le district de Moravica, en Serbie. Il est inscrit sur la liste des monuments culturels protégés de la république de Serbie (identifiant no SK 1662),,,.

## Présentation
Le lapidarium abrite des pierres tombales menacées datant du XIXe siècle et des premières décennies du XXe siècle ; elles proviennent de cimetières de la région de Dragačevo et sont rassemblées dans trois bâtiments distincts mais reliés entre eux,.

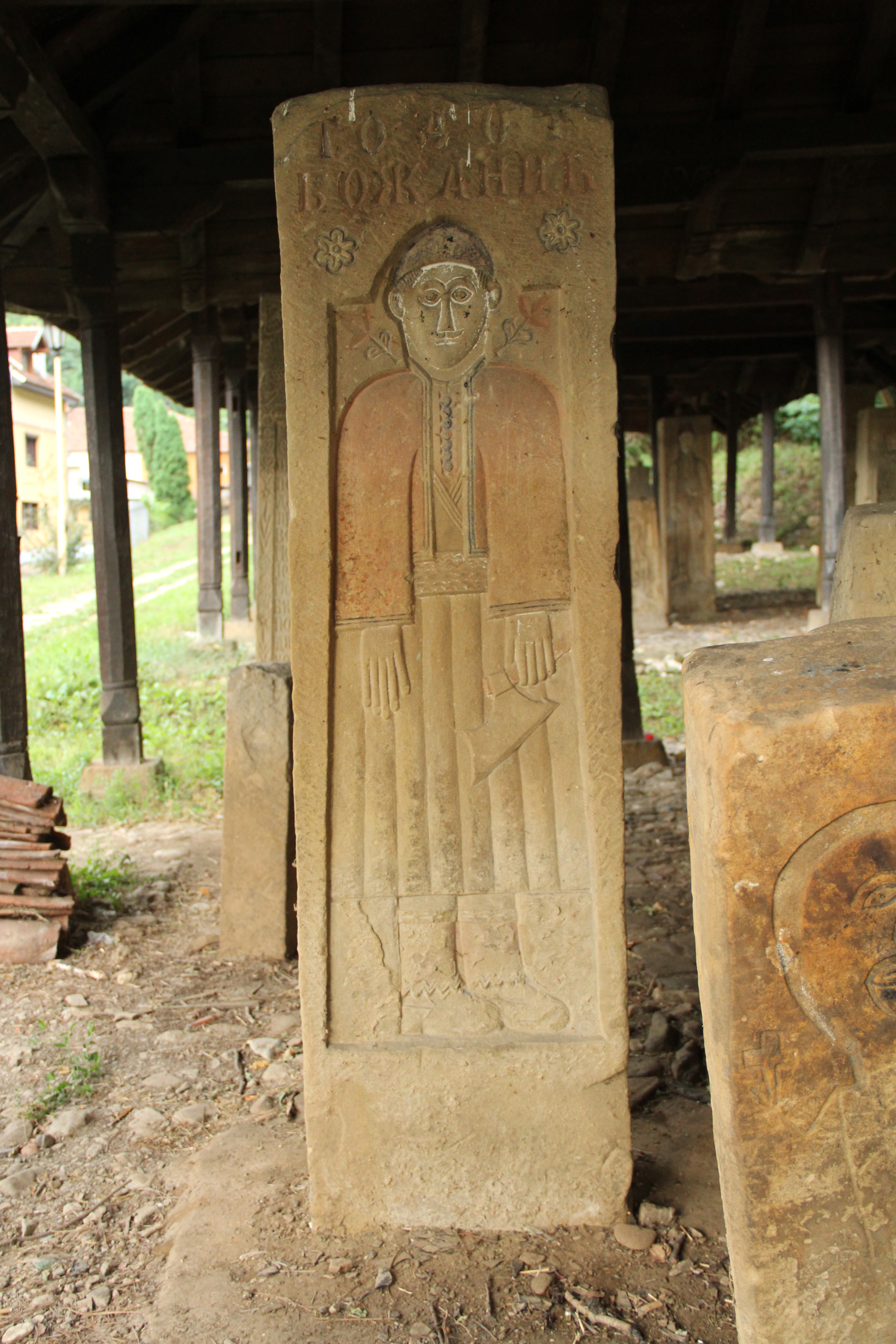
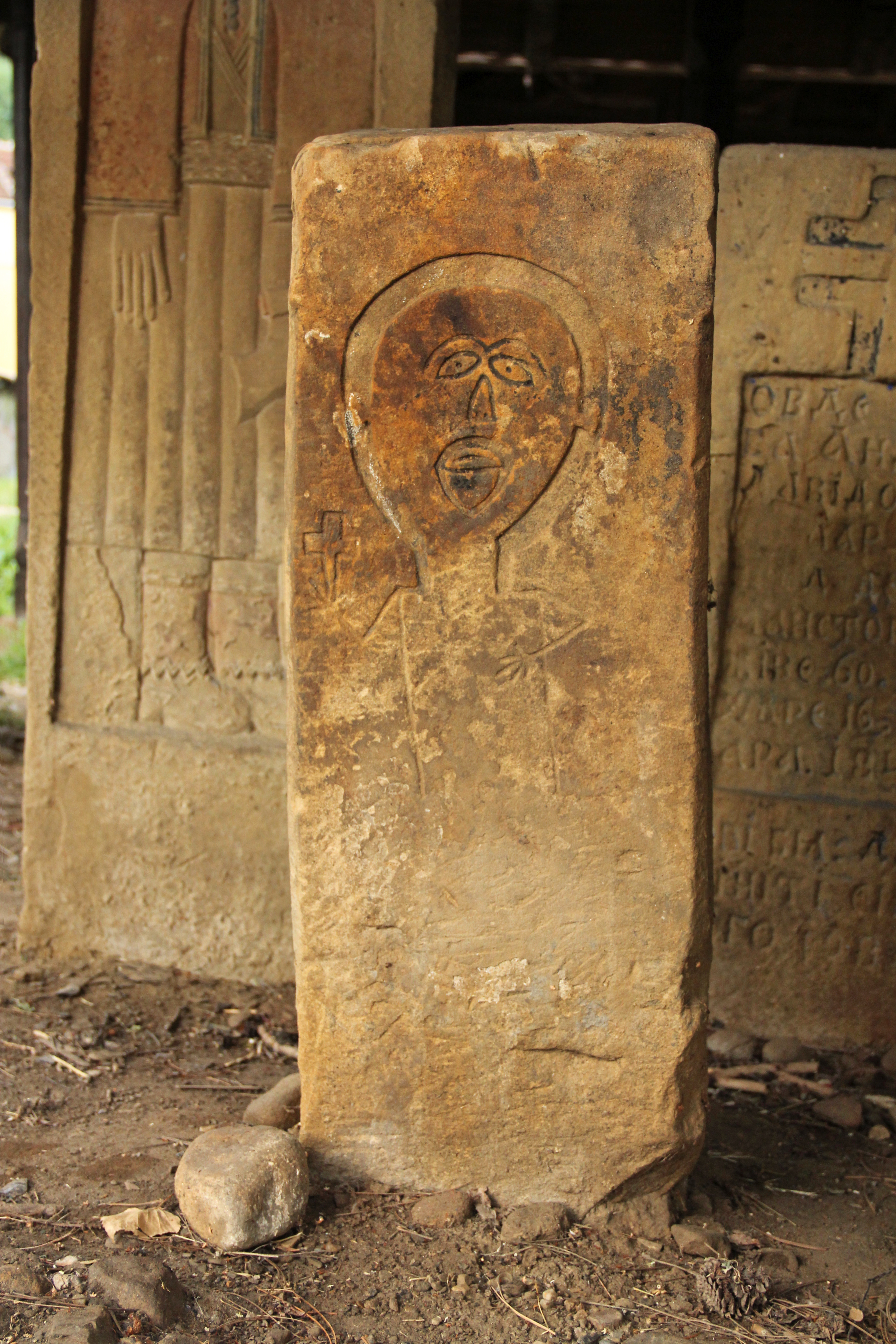
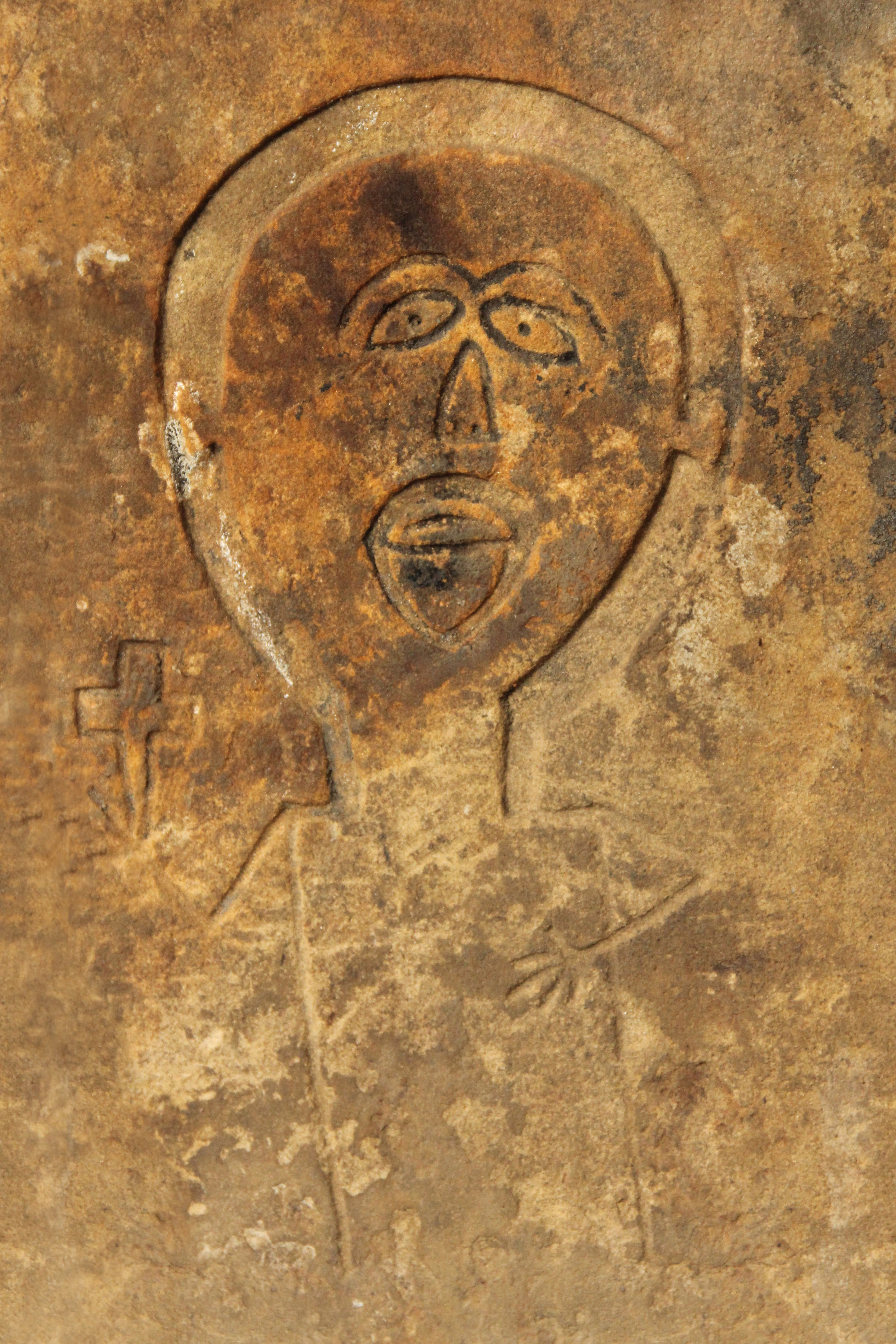
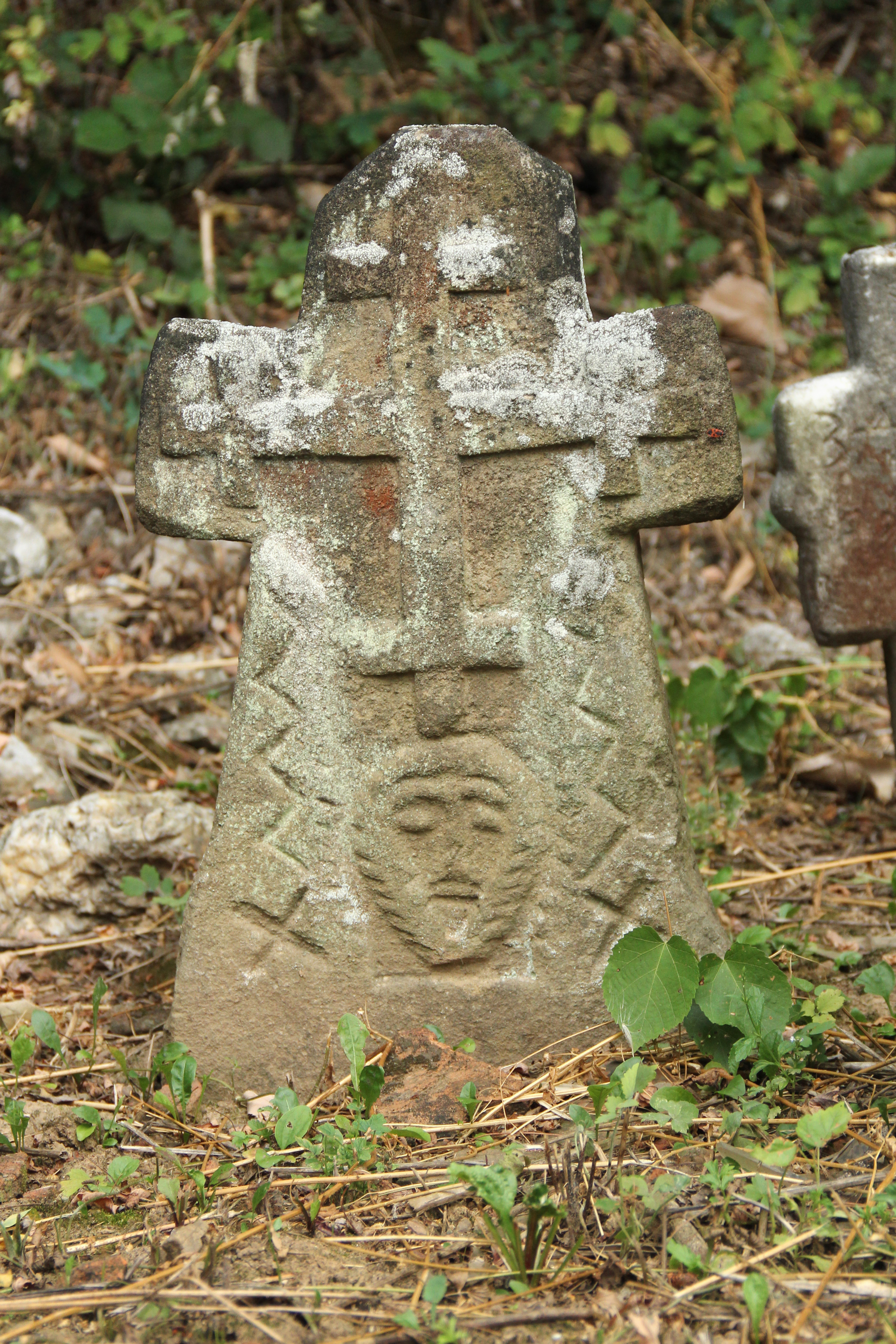
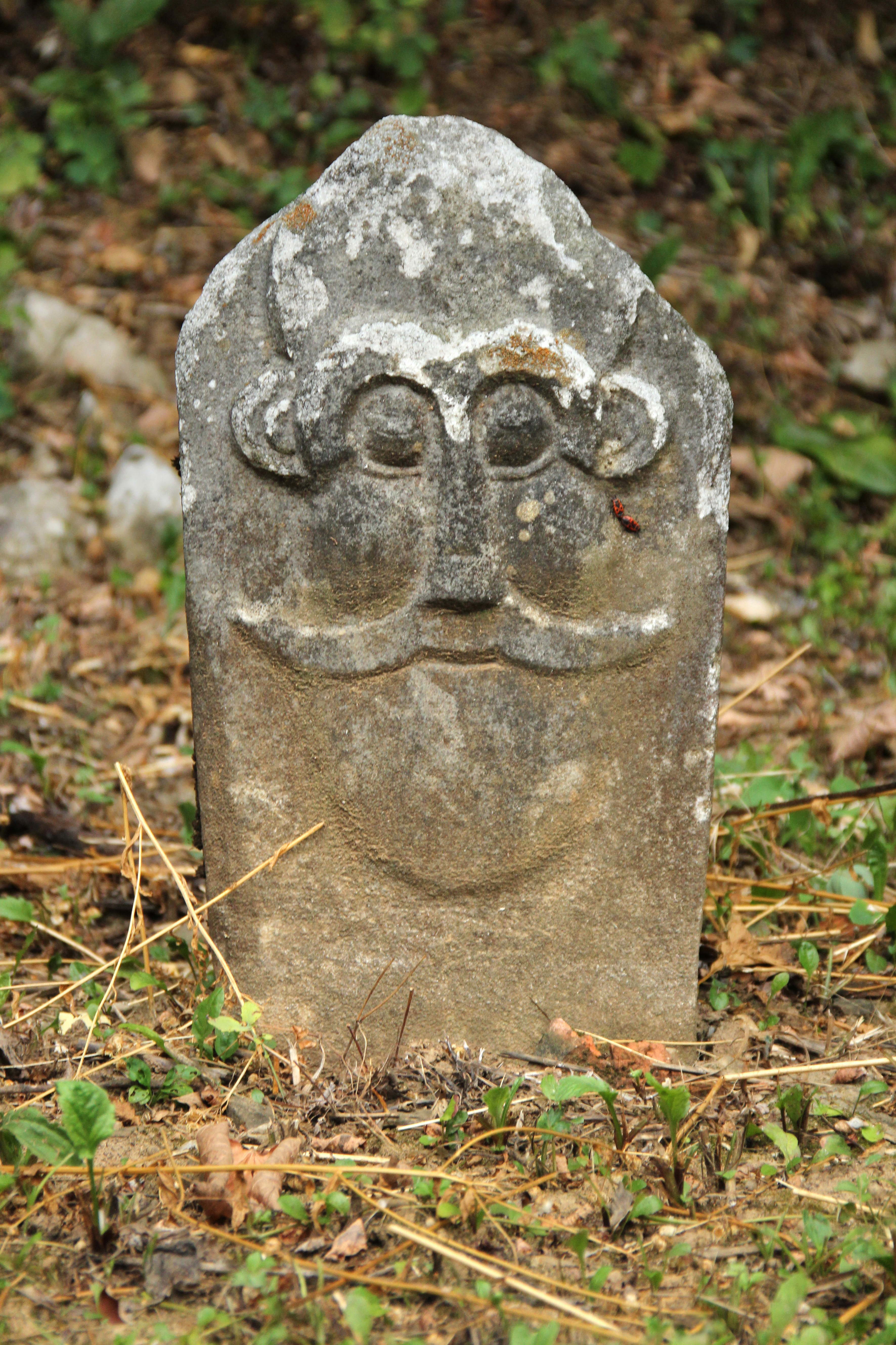
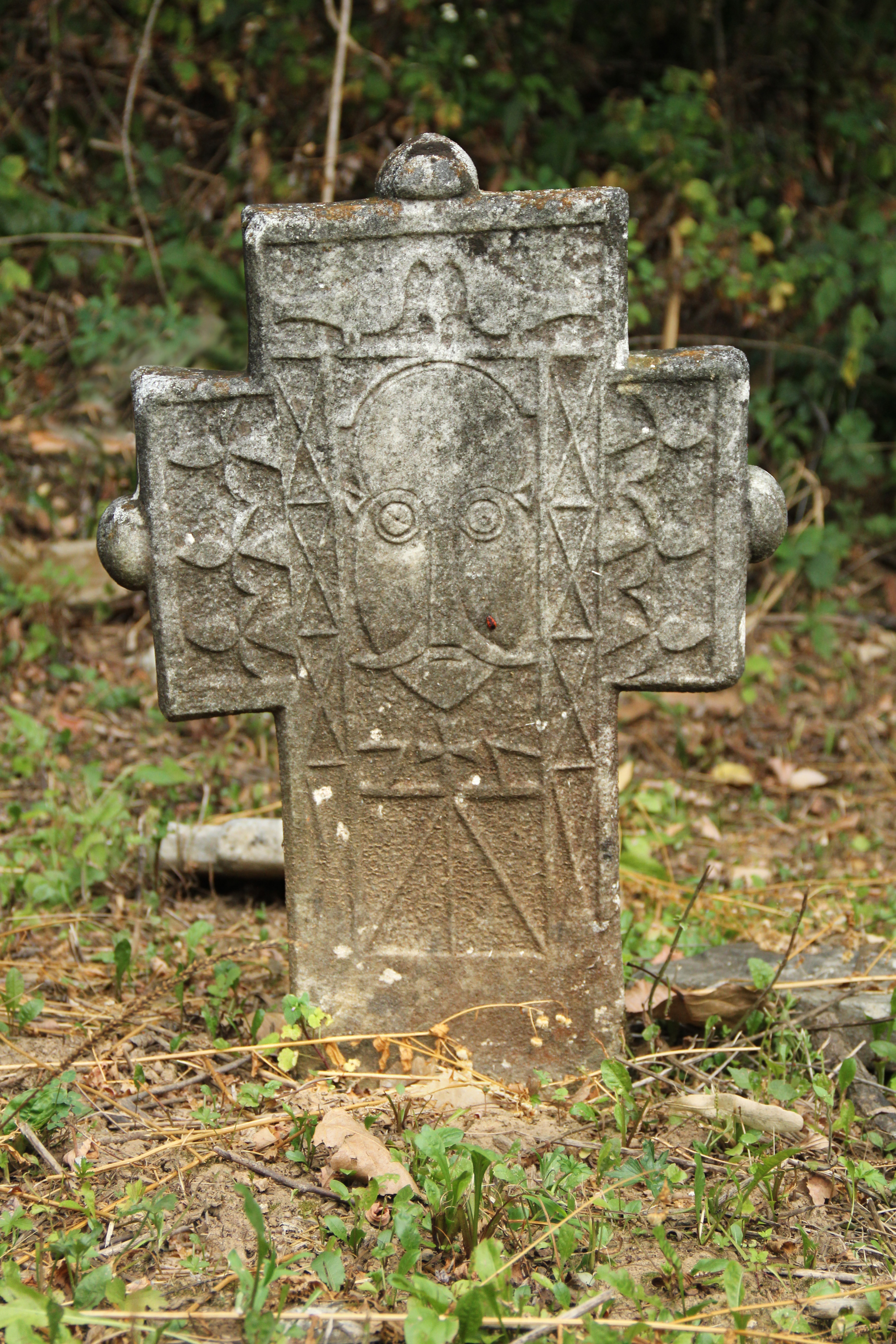
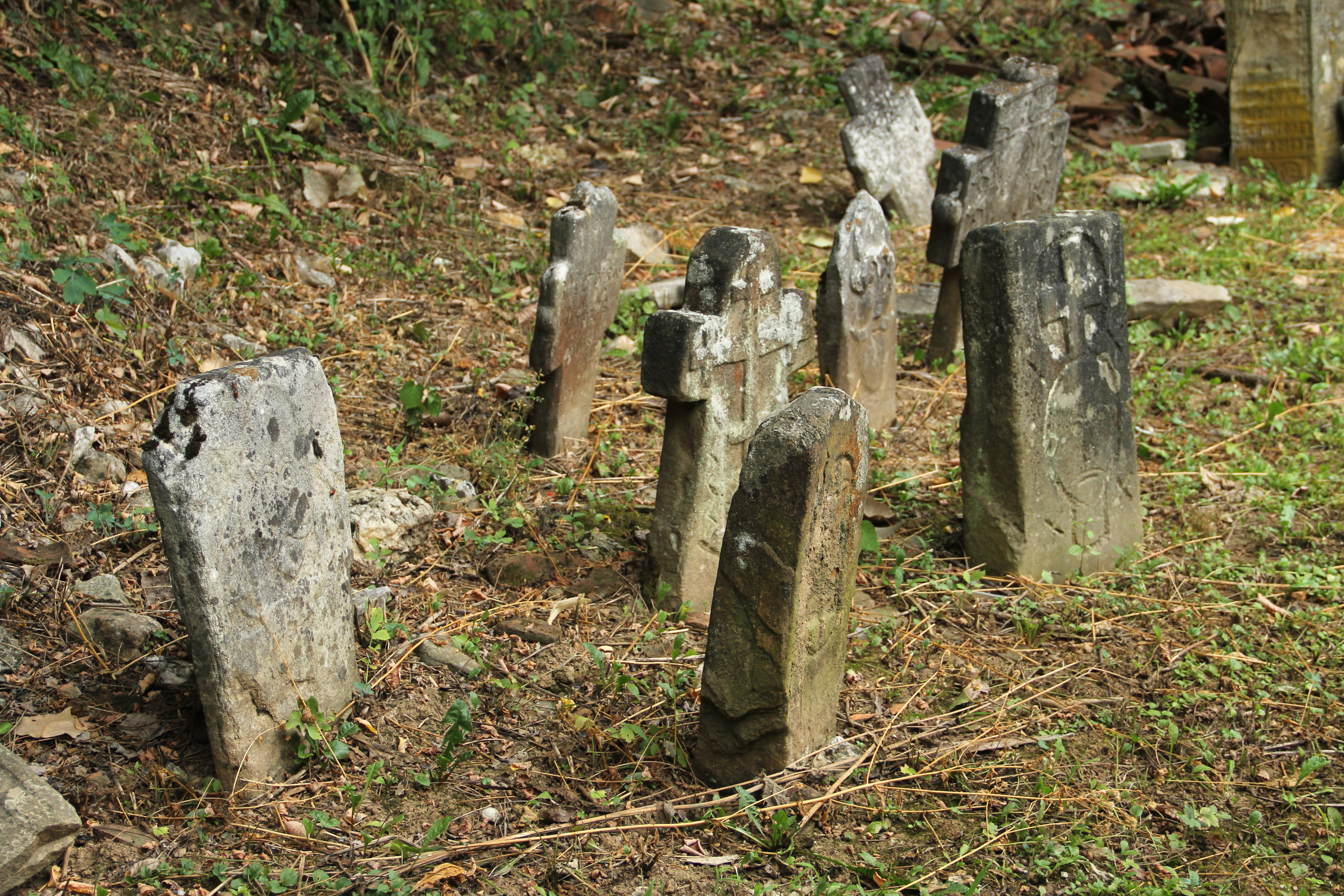